# Finderup
Finderup, är en by och församling i Viborgs kommun, på Jylland i Danmark.
Byn har 186 invånare (2017).
Platsen är känd för att Danmarks dåvarande kung Erik Klipping mördades i en lada där, den 22 november 1286.
Vid Danehoffet pingsten 1287 dömdes följande nio stormän till fredlöshet på grund av mordet:

- Greve Jakob av Halland
- Marsk Stig Andersen Hvide
- Riddare Peder Jakobsen
- Riddare Peder Porse
- Riddare Niels Hallandsfar
- Riddare Arved Bengtsen
- Riddare Niels Knudsen
- Väpnare Rane Jonsen
- Väpnare Aage Kakke

En kort tid efter dråpet restes ett minneskapell på platsen; men det revs på 1500-talet. 1891 restes på initiativ av diktaren Thor Lange ett 2,7 meter högt granitkors till minne av händelsen.